# Barry Robinson (Rennfahrer)
Barry Robinson (* 28. Januar 1949 in London) ist ein ehemaliger britischer Autorennfahrer.

## Karriere als Rennfahrer
Barry Robinson fuhr in den 1980er Sportwagenrennen. Er gewann einige nationale Meisterschaften und ging sporadisch bei Rennen der Sportwagen-Weltmeisterschaft an den Start. Sein bestes Ergebnis im Schlussklassement war der elfte Rang beim 1000-km-Rennen von Brands Hatch 1984. Im selben Jahr war er auch beim 24-Stunden-Rennen von Le Mans am Start, konnte das Rennen wegen eines Schadens an der Benzinpumpe des Grid S2 aber nicht beenden.

## Statistik

### Le-Mans-Ergebnisse
| Jahr | Team                | Fahrzeug | Teamkollege | Teamkollege | Platzierung | Ausfallgrund |
| ---- | ------------------- | -------- | ----------- | ----------- | ----------- | ------------ |
| 1984 | Charles Ivey Racing | Grid S2  | John Cooper | Dudley Wood | Ausfall     | Benzinpumpe  |